# Cybaeozyga furtiva
Espèce
Cybaeozyga furtiva est une espèce d'araignées aranéomorphes de la famille des Cybaeidae.

## Distribution
Cette espèce est endémique de Californie aux États-Unis,. Elle se rencontre dans les comtés de Del Norte et de Humboldt.

## Description
La femelle holotype mesure 3,53 mm.

## Systématique et taxinomie
Cette espèce a été décrite par Hedin, Ramírez et Monjaraz-Ruedas en 2025.

## Publication originale
- Hedin, Ramírez & Monjaraz-Ruedas, 2025 : « Phylogenomics of North American cybaeid spiders (Araneae, Cybaeidae), including the description of new taxa from the Klamath Mountains Geomorphic Province. » ZooKeys, vol. 1226, p. 47-75 (texte intégral). : .